# 이준혁 (1972년)
이준혁(李準赫, 1972년 3월 19일 ~ )는 대한민국의 배우이다.

## 출연작

### 드라마
- 2010년 SBS 드라마스페셜 《나쁜 남자》 ... 옷가게 사장 역
- 2011년 OCN 금요 미니시리즈 《신의 퀴즈 2》 ... 고종두 역
- 2011년 SBS 주말 미니시리즈 《여인의 향기》 ... 폐차 시켜야 하는 차 주인 역
- 2011년 ~ 2012년 KBS2 주말연속극 《오작교 형제들》 ... 명품 감정하는 여자 역
- 2012년 tvN 수목 미니시리즈 《인현왕후의 남자》 ... 택시기사 역
- 2013년 tvN 월화 미니시리즈 《나인: 아홉 번의 시간여행》
- 2013년 KBS2 월화 미니시리즈 《직장의 신》 ... 홈쇼핑 PD 한정수 역
- 2013년 OCN 일요 미니시리즈 《특수사건 전담반 TEN 2》 ... 형사 역
- 2013년 tvN 수요 미니시리즈 《푸른거탑 제로》 ... 42번 훈련병 이준혁 역
- 2014년 SBS 주말 특별기획 《엔젤 아이즈》 ... 자살을 시도하는 남자 역
- 2014년 KBS2 금요 미니시리즈 《하이스쿨 러브온》 ... 하동근 역
- 2014년 tvN 일요 미니시리즈 《삼총사》
- 2014년 tvN 수요 미니시리즈 《황금거탑》 ... 이장 후보 이준혁 역
- 2014년 tvN 금토 미니시리즈 《아홉수 소년》
- 2014년 tvN 금토 미니시리즈 《미생》 ... 인턴 안영이 상사 역
- 2014년 tvN 월화 미니시리즈 《라이어 게임》
- 2014년~2015년 OCN 일요 미니시리즈 《닥터 프로스트》 ... 유안나의 스토커 역 (특별출연)
- 2015년 SBS 드라마스페셜 《하이드 지킬, 나》 ... 나무진 형사 역
- 2015년 SBS 주말 특별기획 《이혼변호사는 연애중》 ... 남계진 역 (특별출연)
- 2015년 SBS 월화 특별기획 드라마 《육룡이 나르샤》 ... 홍대홍 역
- 2016년 SBS 신년특집 2부작 단막드라마 《퍽》 ... 임완용 역
- 2016년 SBS 주말 미니시리즈 《미세스 캅 2》 ... 배대훈 역
- 2016년 SBS 드라마스페셜 《돌아와요 아저씨》 ... 백화점에서 항의하는 가짜손님 역
- 2016년 SBS 월화 미니시리즈 《닥터스》 ... 보스 부하 역
- 2016년 KBS2 월화 미니시리즈 《구르미 그린 달빛》 ... 장 내관 역
- 2016년 네이버 TV 웹 드라마 《저스티스팀: 범죄피해자를 구하라》 ... 부동산 주인 역
- 2017년 OCN 주말 미니시리즈 《보이스》 ... 성매매업소 매니저 역
- 2017년 MBC 월화 특별기획 드라마 《역적 : 백성을 훔친 도적》 ... 용개 역
- 2017년 KBS2 주말연속극 《아버지가 이상해》 ... 나영식 역
- 2017년 JTBC 금토 미니시리즈 《맨투맨》 ... 이혁준 감독 역
- 2017년 KBS2 드라마 스페셜 《KBS 드라마 스페셜 - 우리가 계절이라면》 ... 이준혁 역
- 2017년 KBS2 수목 미니시리즈 《매드 독》 ... 조한우 역
- 2017년 KBS2 드라마 스페셜 《KBS 드라마 스페셜 - 나쁜 가족들》 ... 김정국 역
- 2018년 JTBC 금토 미니시리즈 《미스티》 ... 정기찬 역
- 2018년 tvN 금요 미니시리즈 《빅 포레스트》
- 2018년 tvN 월화 미니시리즈 《백일의 낭군님》 ... 박복은 아전 역
- 2018년 MBC 월화 미니시리즈 《배드파파》 ... 김필두 역
- 2018년 MBC 수목 미니시리즈 《내 뒤에 테리우스》 ... 계룡산 강도령 역 (특별출연)
- 2019년 tvN 수목 미니시리즈 《진심이 닿다》 ... 연준석 역
- 2019년 KBS2 수목 미니시리즈 《닥터 프리즈너》 ... 고영철 역
- 2019년 JTBC 월화 미니시리즈 《으라차차 와이키키 2》 ... 감독 역 (특별출연)
- 2019년 SBS 금토 미니시리즈 《녹두꽃》 ... 홍대홍 역 (특별출연)
- 2019년 JTBC 월화 미니시리즈 《바람이 분다》 ... 최항서 역
- 2019년 OCN 수목 미니시리즈 《미스터 기간제》 ... 용돌이 마스코트 특허를 빼앗으려는 기업 대표 역 (특별출연)
- 2019년 OCN 주말 미니시리즈 《모두의 거짓말》 ... 유대용 역
- 2019년 tvN 월화 미니시리즈 《유령을 잡아라!》 ... 공 반장 역
- 2019년 SBS 금토 미니시리즈 《스토브리그》 ... 고세혁 역
- 2020년 JTBC 금토 미니시리즈 《이태원 클라쓰》 ... 장가 박 부장 역 (특별출연)
- 2020년 JTBC 수목 미니시리즈 《쌍갑포차》 ... 염 부장 / 김진 역
- 2020년 MBC 금요 미니시리즈 《시네마틱드라마 SF8 - 블링크》 ... 반장 역
- 2020년 MBN 월화 미니시리즈 《나의 위험한 아내》 ... 서지태 역
- 2020년 tvN 월화 미니시리즈 《산후조리원》 ... 양준석 역 (특별출연)
- 2021년 MBN 주말 미니시리즈 《보쌈 - 운명을 훔치다》 ... 춘배 역
- 2021년 tvN 수목 미니시리즈 《간 떨어지는 동거》 ... 박보검 교수 역 (특별출연)
- 2021년 SBS 월화 미니시리즈 《라켓소년단》 ... 유 반장 역 (특별출연)
- 2021년 MBC 금토 미니시리즈 《검은 태양》 ... 신수용 역
- 2021년 tvN 금토 미니시리즈 《해피니스》 ... 김정국 역
- 2022년 ENA 수목 미니시리즈 《굿잡》 ... 홍 실장 역
- 2022년 ~ 2023년 tvN 주말 미니시리즈 《환혼 빛과 그림자》 ... 하인 역
- 2023년 SBS 월화 미니시리즈 《꽃선비 열애사》 ... 노성길 역 - 상선
- 2023년 MBC 금토 미니시리즈 《조선변호사》 ... 장대방 역
- 2023년 ENA 수목 미니시리즈 《낮에 뜨는 달》... 고경세 역
- 2023년 MBC 금토 미니시리즈 《열녀박씨 계약결혼뎐》 ... 황명수 역
- 2024년 tvN 월화 미니시리즈 《플레이어 2 : 꾼들의 전쟁》 … 황인식 역
- 2024년 MBN 금토 미니시리즈 《나쁜 기억 지우개》 ... 이석두 역
- 2025년 일더하기 이야기 웹 드라마 《멘탈워리어》

### 영화
- 2000년 영화 《불후의 명작》 ... 영화사 직원 1 역
- 2002년 영화 《우렁각시》 ... 부하 중식 역
- 2008년 영화 《님은 먼 곳에》 ... 헤어지는 사병 역
- 2008년 영화 《과속스캔들》 ... 사진사 역
- 2010년 영화 《하모니》 ... 응급실 의사 역
- 2010년 영화 《육혈포 강도단》 ... 공업사 주인 역
- 2010년 영화 《비밀애》 ... 낯선 남자 역
- 2010년 영화 《내 깡패 같은 애인》 ... 마지막 면접관 1 역
- 2010년 영화 《해결사》 ... 감식반 요원 역
- 2010년 영화 《황해》 ... 개 장수 2 역
- 2010년 영화 《젓가락》
- 2010년 영화 《단풍맞이 단합대회》
- 2011년 영화 《그대를 사랑합니다》 ... 사진기사 역
- 2011년 영화 《애니멀 타운》 ... 오성철 역
- 2011년 영화 《써니》 ... 흥신소 사장 역
- 2011년 영화 《댄스 타운》 ... 이준혁 역
- 2011년 영화 《혼자 있다》 ... 동수 부 역
- 2011년 영화 《거지같은 놈》 ... 거지 역
- 2012년 영화 《러브픽션》 ... 정 교수 역
- 2012년 영화 《광해, 왕이 된 남자》 ... 현감 역 (천만영화)
- 2012년 영화 《점쟁이들》 ... 킬러 역
- 2012년 영화 《늑대소년》 ... 경찰 1 역
- 2012년 영화 《혼자 있다 2》 ... 납치범 역
- 2012년 영화 《전망 좋은 집》 ... 미남고객 역
- 2012년 영화 《회사원》 ... 도재욱 실장 역
- 2013년 영화 《남쪽으로 튀어》 ... 싸움 선생 역
- 2013년 영화 《불륜의 시대》
- 2013년 영화 《사이코메트리》 ... 양수 역
- 2013년 영화 《전국노래자랑》 ... 구인남 역
- 2013년 영화 《몽타주》 ... 신 팀장 역
- 2013년 영화 《미스터 고》 ... 제로즈 역
- 2013년 영화 《숨바꼭질》 ... 상만 역
- 2013년 영화 《마이 라띠마》 ... 상필 역
- 2013년 영화 《짓》 ... 동혁의 친구 역
- 2013년 영화 《화이: 괴물을 삼킨 아이》 ... 재개발 단지 경찰 역
- 2013년 영화 《톱스타》 ... 상철 역
- 2013년 영화 《무게》 ... 코끼리맨 역
- 2013년 영화 《더 파이브》 ... 박 형사 역
- 2013년 영화 《친구 2》 ... 짬보 역
- 2013년 영화 《콩나물》 ... 김 대리 역
- 2014년 영화 《찌라시 : 위험한 소문》 ... 김남수 역
- 2014년 영화 《보호자》 ... 진수 역
- 2014년 영화 《타짜: 신의 손》 ... 뺀지 역
- 2014년 영화 《슬로우 비디오》 ... 배 팀장 역
- 2014년 영화 《나의 독재자》 ... 기철 역
- 2014년 영화 《역린》
- 2014년 영화 《춘하추동 로맨스》
- 2015년 영화 《내 심장을 쏴라》 ... 거리의 약사 역
- 2015년 영화 《장수상회》 ... 오복성 역
- 2015년 영화 《위험한 상견례 2》 ... 택배남 동료 2 역
- 2015년 영화 《악의 연대기》 ... 이명천 역
- 2015년 영화 《극비수사》 ... 매석환 역
- 2015년 영화 《성실한 나라의 앨리스》 ... 형석 역
- 2015년 영화 《미쓰 와이프》 ... 최 과장 역
- 2015년 영화 《성난 변호사》 ... 길동 역
- 2015년 영화 《그놈이다》 ... 명규 역
- 2016년 영화 《나를 잊지 말아요》 ... 신현호 역
- 2016년 영화 《오빠생각》 ... 조 상사 역
- 2016년 영화 《탐정 홍길동: 사라진 마을》 ... 복덕방 주인 역
- 2016년 영화 《봉이 김선달》 ... 장물아비 역
- 2016년 영화 《나홀로 휴가》 ... 영찬 역
- 2017년 영화 《루시드 드림》 ... 주노근 역
- 2017년 영화 《미스 푸줏간》 ... 최중기 역
- 2017년 영화 《청년경찰》 ... 하동혁 역
- 2017년 영화 《장산범》 ... 중년사내 역
- 2017년 영화 《구세주: 리턴즈》 ... 사채 사장 역
- 2017년 영화 《희생부활자》 ... 매형 역
- 2018년 영화 《골든 슬럼버》 ... 성형의 역
- 2018년 영화 《지금 만나러 갑니다》 ... 최 강사 역
- 2018년 영화 《엄마의 공책》 ... 정호 역
- 2018년 영화 《신과함께: 인과 연》 ... 판사 역 (천만영화)
- 2019년 영화 《내안의 그놈》 ... 박만철 역
- 2019년 영화 《언더독》 ... 사냥꾼 역 (목소리)
- 2019년 영화 《그대 이름은 장미》 ... 오 반장 역
- 2019년 영화 《증인》 ... 이윤재 역
- 2019년 영화 《어쩌다, 결혼》 ... 웨딩 스튜디오 사진작가 역
- 2020년 영화 《히트맨》 ... 박규만 역
- 2020년 영화 《도굴》 ... 골동품점 사장 역
- 2021년 영화 《새해전야》 ... 안 코치 역
- 2022년 영화 《컴백홈》 ... 필성 역
- 2022년 영화 《탄생》 ... 형조판관 역
- 2023년 영화 《리바운드》 ... 이 선생 역
- 2023년 영화 《카운트》 ... 오 기자 역
- 2023년 영화 《소녀작가 입문기》 ... 새댁남편 역
- 2023년 영화 《달짝지근해: 7510》 ... 동우 역
- 2024년 영화 《늘봄가든》 ... 정신과 의사 역 (특별출연)
- 2025년 영화 《히트맨 2》 ... 박규만 역

### 연극
- 《돌아온 엄사장》 (2008년)
- 《키스》 (2008년)
- 《늘근도둑 이야기》 (2008년)
- 《야메의사》 (2009년)
- 《백수광부들》 (2010년)
- 《사나이 와타나베》 (2010년)
- 《야메의사》 (2010년)

### 방송
- 《대국민 토크쇼 안녕하세요》 187회 (2014년 8월 25일, KBS2)
- 《자기야 - 백년손님》 321회 (2016년 3월 31일, SBS)
- 《나 혼자 산다》 161회 (2016년 6월 10일, MBC)
- 《황금어장 라디오스타》 494회 (2016년 9월 21일, MBC)
- 《해피투게더 시즌3》 472회 (2016년 11월 3일, KBS2)
- 《씬스틸러 - 드라마 전쟁》 (2016년 12월 5일 ~ 2017년 1월 30일, SBS)
- 《아빠본색》 (2017년 4월 12일 ~ , 채널A)
- 《마을애가게》 (2021년 11월 29일 ~ , MBC every1)
- 《심야괴담회》 79회 (2023년 2월 9일, MBC)

### 광고
- 2016년 이베이 코리아 G9 (박보검 등과 함께 출연)
- 2021년 hy 윌·엠프로3·쿠퍼스 (한기범, 유재명과 함께 출연)

## 수상 및 후보
| 연도 | 시상식       | 부문          | 작품             | 결과 |
| ---- | ------------ | ------------- | ---------------- | ---- |
| 2016 | KBS 연기대상 | 남자 조연상   | 구르미 그린 달빛 | 수상 |
| 2020 | SBS 연기대상 | 팀부문 조연상 | 스토브리그       | 수상 |